# Cannon Fodder 3
Cannon Fodder 3 est un jeu vidéo d'action et de stratégie développé par Burut CT et édité par Game Factory Interactive, sorti en 2011 sur Windows.
Il fait partie de la série Cannon Fodder.

## Accueil
- PC Gamer UK : 53 %[1]